# Монтекорвино-Пульяно
Монтекорвино-Пульяно (итал. Comune di Montecorvino Pugliano) — коммуна в Италии, располагается в регионе Кампания, в провинции Салерно.
Население составляет 8939 человек, плотность населения составляет 311 чел./км². Занимает площадь 28,72 км². Почтовый индекс — 84090. Телефонный код — 089.
Покровителем населённого пункта считается San Bernardino da Siena. Праздник ежегодно празднуется 20 мая.